# Francesco Mazzoleni (ingegnere)
Francesco Mazzoleni (Pesaro, 1914 – Napoli, 1986) è stato un ingegnere italiano.
Docente all'università di Napoli dal 1944, fu uno dei pionieri nello studio dell'energia nucleare in Italia; celebre è la sua opera Principi di metallurgia (1955).